# Llallagua (gemeente)
Llallagua is een gemeente (municipio) in de Boliviaanse provincie Rafael Bustillo in het departement Potosí. De gemeente telt naar schatting 42.656 inwoners (2018). De hoofdplaats is Llallagua.